# Brujas de viaje

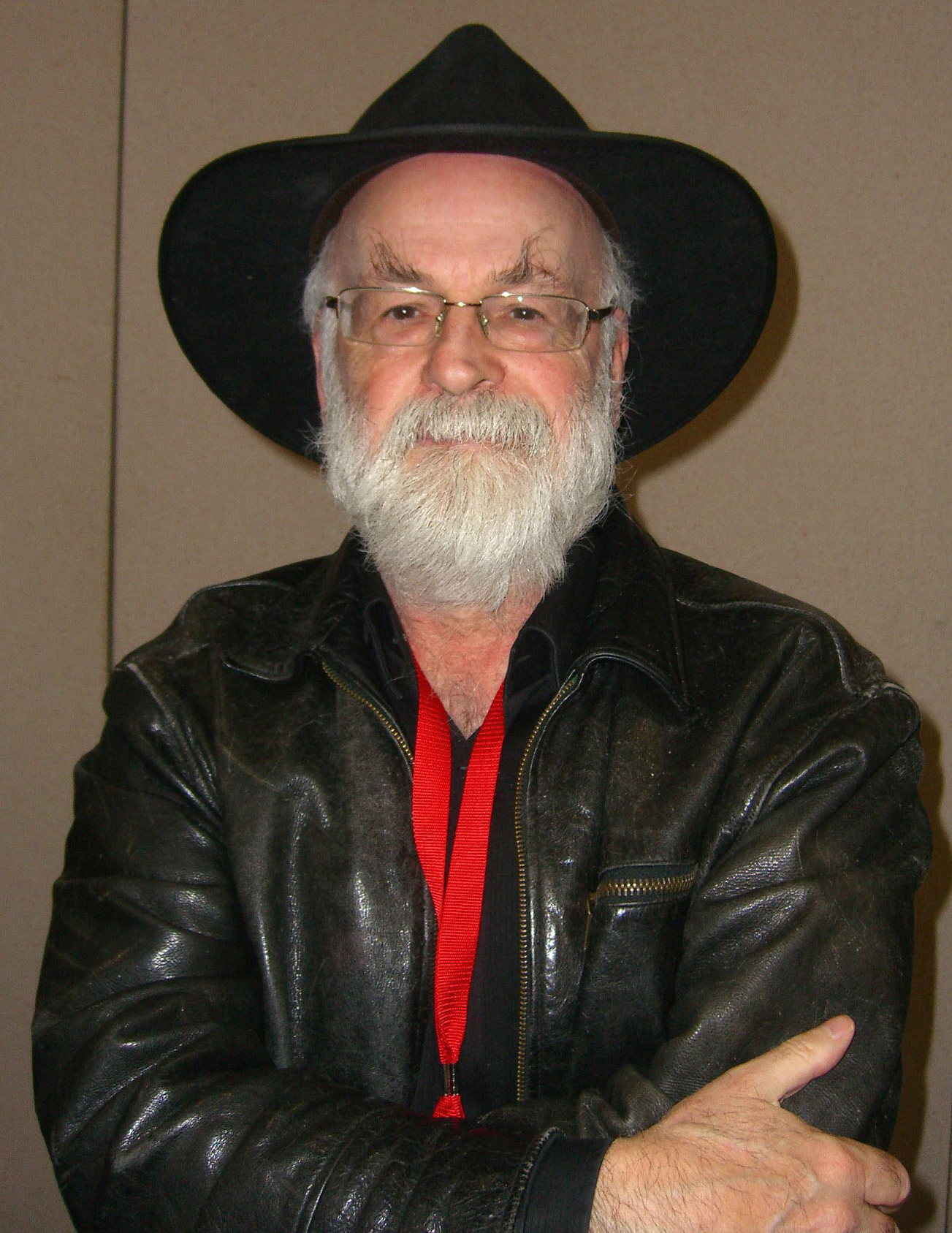
Terry Pratchett, autor de la saga Mundodisco.

Brujas de viaje es la duodécima novela de Mundodisco, de Terry Pratchett. Publicada originalmente en 1991 bajo el título Witches Abroad, y editada en español en 1994. Es la tercera novela de las brujas.

## Argumento
Cuando Magrat Ajostiernos, la más joven del aquelarre singular en la que están Yaya Ceravieja y Tata Ogg, recibe una vara mágica de una hada madrina moribunda, con un pedido de esta para que ayude a una joven en un reino muy muy lejano, las tres se emprenden en un viaje para salvar a una chica, y finalmente a todo un reino, atrapados en un cuento de hadas; donde una hada madrina que después de que la gente no deseara lo que ella creía que era lo mejor para ellas, empieza a desear por la gente, cumpliéndoles sus deseos.
El libro está plagado de referencias a cuentos de hadas y novelas fantásticas, incluyendo La princesa rana, Caperucita Roja, El Gato con Botas, La bella durmiente, Cenicienta y el El maravilloso mago de Oz.
También se hacen referencias a otro diferente tipo de magia en el disco, donde una bruja vudú hace de "resistencia" contra esta extraña hada madrina que cumple los deseos de todos. Esta, llamada Erzulie Gogol (Erzulie es un lóa vudú), es ayudada por un zombi llamado Barón Sábado (el zombi del antiguo barón del reino), referencia de Barón Samedi, y que juntan esfuerzos con las brujas.
- Datos: Q1994566